# Yılmaz Güney
Yılmaz Güney, né le 1er avril 1937 à Adana en Turquie et mort le 9 septembre 1984 dans le 14e arrondissement de Paris, est un réalisateur, scénariste, metteur en scène, acteur et écrivain turc d'origine kurde.
Ayant atteint la renommée internationale et porteur d'un grand nombre de projets cinématographiques, Yılmaz Güney meurt à Paris 14e d'un cancer de l'estomac, à l'âge de 47 ans.
Son film Yol, la permission (en turc Yol, littéralement « la route ») a obtenu la Palme d'or ex æquo au festival de Cannes en 1982 et une nomination pour le César du meilleur film étranger en 1983.

## Biographie

### Un acteur populaire et un cinéaste doué
Güllü, la mère de Güney, venait d'une famille kurde aisée qui, obligée de fuir la région de l'Est pendant la Première Guerre mondiale, s'était installée aux environs d'Adana et avait épousé le père de Yılmaz, un ouvrier agricole. Le foyer familial était heureux jusqu'au jour où le père de Yılmaz, après avoir pris une seconde épouse, s'était mis à frapper régulièrement Güllü, qui devait souvent se sauver avec ses sept enfants. Ces circonstances de la vie familiale ont profondément marqué la personnalité de Güney, le rendant particulièrement sensible aux problèmes des Kurdes et des ouvriers agricoles en général. Ces sujets se retrouveront dans son œuvre.
Yılmaz réussit à suivre des études supérieures à Ankara puis à Istanbul. Pour vivre, il exerce plusieurs petits métiers puis débute par de petits rôles dans le cinéma. Ses talents de scénariste l'amènent bientôt à assister le réalisateur turc Atıf Yılmaz de 1958 à 1961. Parallèlement, il publie quelques nouvelles qui l'envoient 18 mois en prison pour « propagande communiste ». À sa sortie, il joue dans une quarantaine de films où ses rôles d'antihéros victimes d'injustices sociales le rendent très populaire auprès du public,.
À partir de 1966, il se lance dans la réalisation avec Seyyit Han, Les loups ont faim et surtout Umut (L'Espoir) (1970). Dans chacun de ses films, les personnages de Güney se meuvent sur le terrain glissant des dures réalités quotidiennes : déshérités matériellement, ils n'ont pas non plus les moyens d'analyser leurs conditions d'existence dans le contexte social et politique nouveau d'un pays où les nantis font souvent la loi[réf. souhaitée].

### Le maître du cinéma turc engagé
En 1971, Güney réalise six films et le succès grandissant qu'il rencontre commence à inquiéter les autorités, irritées par la tonalité critique de son œuvre[réf. souhaitée].
Ses films traitent le plus souvent de la vie quotidienne dans les campagnes et de l'oppression qui s'abat continuellement sur les paysans qui tirent péniblement une maigre subsistance de la terre. Il montre aussi l'écart entre deux mondes, celui des campagnes où vit encore la moitié de la population et les grandes villes modernes, avec leurs gratte-ciels et leurs bidonvilles, qu'il aborde notamment en mettant en scène l'exode rural et sa dure réalité.
Ses personnages ont des vies précaires et difficiles mais vivent dans l'espoir vain d'un élan vers le bonheur et la réussite sociale. Ils sont le plus souvent victimes de propriétaires terriens soutenus par le pouvoir politique. Si ses films sont très réalistes, son cinéma se caractérise par un traitement très esthétique de situations dramatiques.

### Arrestation, emprisonnement et exil
Il est arrêté en 1974 pour avoir hébergé en 1971 des activistes de l'organisation armée de Mahir Çayan, le Türkiye Halk Kurtuluş Partisi-Cephesi, en fuite après avoir assassiné l'ambassadeur d’Israël, Efraim Elrom. Il est condamné à 2 ans de prison. Libéré peu après grâce à une amnistie générale, il tourne immédiatement un nouveau film, L'Ami / Camarade, qui traite du rôle et de la place des classes moyennes dans la vie politique turque. Il tourne ensuite Endişe (L'Inquiétude) sur la vie des travailleurs saisonniers des champs de coton mais, à la suite d'une bagarre dans un bar, il est arrêté et condamné à vingt-quatre ans de travaux forcés pour le meurtre d'un juge. Il n'a jamais été prouvé que c'était lui qui avait tiré la balle fatale,. Le film est achevé par Shérif Goren son assistant[réf. nécessaire].
En prison, le cinéaste continue d'écrire : il publie trois romans, des Lettres de prison et demande à son ami Zeki Ökten de réaliser sur ses indications plusieurs films dont il écrit le scénario. Après Le Troupeau (Sürü) en 1978 et Düşman (L'ennemi) en 1979, Güney, du fond de sa geôle, obtient la consécration avec Yol, la permission en 1982. Ce film sur l'histoire de cinq prisonniers en permission remporte un immense succès international ainsi que la Palme d'or du Festival de Cannes. Peu après, Güney parvient à s'évader de prison et se réfugie en France où il termine son existence dans la clandestinité. Alors qu'il est caché en France, sous la menace d'une expulsion, il est interviewé par Wim Wenders pour Chambre 666[réf. nécessaire].
En 1983, déchu de sa nationalité par le gouvernement turc, il signe sa dernière œuvre, Duvar (Le Mur), un film sur les enfants prisonniers du pénitencier central d'Ankara. Cumulant cent ans de condamnation, il voit tous ses films et écrits ainsi que toute mention publique de son nom interdits sur le territoire turc.

## Postérité
En 1992, ses films sont autorisés en Turquie, mais les termes « kurde » et « Kurdistan » y sont censurés ; en 1995, la levée d'interdiction de son œuvre est officialisée par la projection de ses films majeurs au Festival du cinéma d'Ankara.

### Enterrement
Yılmaz Güney est enterré au cimetière du Père Lachaise (division 62) le 13 septembre 1984. Beaucoup d'exilés turcs et kurdes y assistent, mais aussi beaucoup d'amis français et étrangers : artistes, hommes et femmes politiques comme Danielle Mitterrand et Jack Lang, ministre de la Culture à l'époque.

### Hommage
Le jardin situé rue de l'Échiquier à Paris porte le nom de jardin Yılmaz-Güney depuis 2017.

## Filmographie
- 1966 : At Avrat Silah
- 1966 : Hudutlarin Kanunu
- 1967 : Benim Adım Kerim
- 1967 : Bana Kurşun İşlemez
- 1968 : Seyyit Han
- 1968 : Pire Nuri
- 1969 : Bir Çirkin Adam
- 1969 : Aç Kurtlar
- 1970 : Umut (L’Espoir)
- 1970 : Piyade Osman
- 1970 : Canlı Hedef
- 1971 : Yarın Son Gündür
- 1971 : Vurguncular
- 1971 : Umutsuzlar
- 1971 : Kaçaklar
- 1971 : İbret
- 1971 : Baba
- 1971 : Acı
- 1972 : Ağıt
- 1974 : Endişe (L’Inquiétude)
- 1974 : Arkadaş
- 1975 : Zavallılar
- 1978 : Le Troupeau (Sürü)
- 1979 : Düşman (L'Ennemi)
- 1982 : Yol, la permission
- 1983 : Le Mur (Duvar)

## Films documentaires sur Yılmaz Güney
- Chambre 666 de Wim Wenders (interview sur l'« avenir du cinéma ») en 1982[réf. souhaitée]
- On l'appelait... le Roi Laid (1987) documentaire fictionnel de Claude Weisz
- Festival de Valencia 1988 - Grand Prix du documentaire Colonne de Laurier

## Récompenses et distinctions
- 1970 : Orange d'or du meilleur film au Festival international du film d'Antalya pour Bir Çirkin Adam
- 1975 : Orange d'or du meilleur film au Festival international du film d'Antalya pour Endişe (L’Inquiétude)
- 1979 : Léopard d'or au Festival de Locarno pour Le Troupeau (Sürü)
- 1982 : Palme d'or au Festival de Cannes pour Yol, la permission